# Entelopes griseipennis
Entelopes griseipennis är en skalbaggsart som beskrevs av Stefan von Breuning 1954. Entelopes griseipennis ingår i släktet Entelopes och familjen långhorningar. Inga underarter finns listade i Catalogue of Life.